# Couvent Saint-François de Pontevedra
Le couvent Saint-François (espagnol : San Francisco) est un couvent franciscain situé au centre-ville de Pontevedra (Espagne), surplombant la place de la Herrería. L'église gothique Saint François est rattachée au couvent sur le côté sud-est.

## Histoire
Selon la tradition, le couvent a été fondé par François d'Assise, qui s'est arrêté à Pontevedra quand il faisait le camino portugués vers Saint-Jacques-de-Compostelle. L'arrivée de l'ordre franciscain dans la ville a eu lieu peut-être dans le dernier tiers du XIIIe siècle, l'édifice étant construit entre 1310 et 1360, avec l'aide économique des héritiers de Paio Gomez Charino. Le couvent a été construit sur le site d'une ancienne maison et église templière sur des terres appartenant à la famille noble Soutomaior, à côté des remparts de Pontevedra, en profitant de plusieurs anciennes tours, dont une avec des vestiges médiévaux, datant peut-être du XIe siècle. À cette époque il était toujours en dehors du périmètre des remparts de la ville.
L'opulence de cette construction a fait envie aux membres de l'ordre dominicain installé dans la ville, qui avaient terminé leur église dix ans plus tôt, et qui ont décidé de commencer en 1380 la construction d'une autre église plus grande que la franciscaine, avec cinq absides.
En 1362, on a commencé dans la ville la construction du chevet de l'église des sœurs clarisses, semblable à celle de Saint-François, mais de plus petite taille. En plus de ces trois édifices, l'église paroissiale Saint-Barthélemy l'Ancien a été agrandie entre 1337 et 1339. Ce grand essor dans la construction était dû au grand nombre de dons financiers provenant de familles riches, craignant la mort résultant de la peste noire qui hantait l'Europe à cette époque.
Une extension payée par l'archevêque Malvar à la fin du XVIIIe siècle a remplacé le cloître médiéval du couvent et érigé le clocher de l'église.
En raison de son emplacement stratégique, le couvent a servi de refuge et de forteresse à plusieurs reprises au cours de son histoire. En 1809, ce sont les troupes françaises qui s'y sont réfugiées pour se défendre contre la population qui les assiégeait et les a obligées à se rendre le 28 février. Le 24 mars 1823 également, les libéraux y prirent position contre la faction absolutiste de Cotobade.
Après le désamortissement espagnol de Mendizábal en 1835, le couvent est resté inoccupé car il appartenait à partir de ce moment à la municipalité. Après cette exclaustration de 1835, c'est le Vénérable Tiers-Ordre qui a maintenu l'église ouverte au culte. Le couvent est devenu la résidence du gouverneur civil et le siège du gouvernement politique. Entre 1836 et 1890, il a également abrité les bureaux du Conseil provincial jusqu'à ce qu'il soit transféré dans l'actuel Palais provincial. Lorsqu'en 1840, Pontevedra a été assiégée et envahie par des troupes de Vigo dans le but de lui retirer son statut de capitale provinciale, les habitants de Pontevedra se sont défendus depuis le couvent Saint-François,. En 1853, les marches menant à l'église ont été construites. En 1885, une tentative a été faite pour installer une fabrique de tabac dans le bâtiment, mais la demande de la municipalité a été rejetée. En 1891 le couvent est devenu le siège du département du Trésor de l'État.
Au début du XXe siècle, la caserne de pompiers municipale est installée dans une dépendance dont la façade est située à l'arrière du couvent. En 1900, l'architecte Arturo Calvo Tomelén réalise une série de travaux sur le chevet de l'église, au cours desquels les fenêtres de l'abside et la rosace du transept sont mises au jour. Le 15 janvier 1909, le Père Luis María Fernández Espinosa et cinq autres religieux sont revenus dans les locaux, avec un bail de vingt-cinq ans pour 250 pesetas par an. En 1930, le temple a été cédé par l'Ordre Royal et à partir de 1932, le couvent devient l'usage exclusif du ministère des Finances.
La nuit du 17 juin 1995, le temple a brûlé et a été restauré peu de temps après. L'église restaurée a rouvert ses portes le 5 octobre 1996.
Le couvent a abrité le Trésor provincial jusqu'en 2010, date à laquelle il a été transféré dans le quartier Campolongo.

## Description

### L'église Saint-François
L'église est de style gothique tardif ou ogival et a été déclarée monument historique et artistique en 1896. Elle correspond au modèle des églises mendiantes et a un plan en croix latine, avec une seule nef, une croisée recouverte de bois et un chevet  à trois absides polygonales, recouverte de croisées d'ogives. La nef centrale, longue de 100 mètres et large de 10 mètres, est la plus haute de toutes les églises franciscaines de Galice. À l'intérieur de l'église se trouvent les sarcophages de Paio Gomez Charino, Juan Feijóo de Soutomaior et Pelayo de Montenegro. L'église possède plusieurs chapelles dédiées à : les Douleurs ou l'Annonciation (1590) du côté de l'épître, le Bon Succès ou le Sacré-Cœur (1670), le Tiers-Ordre, l' Immaculée Conception et la Miséricorde (1677), Saint Antoine, Sainte Élisabeth ou la Visitation. À l'entrée de l'église, du côté de l'épître, se trouve une peinture murale, vers 1500, représentant la messe de saint Grégoire. À l'éxtérieur la façade principale présente un arc brisé et des archivoltes moulurées,.
Les vitraux de l'église présentent un programme iconographique profondément franciscain : dans la chapelle principale, les thèmes du Christ et de Marie sont représentés au centre avec les images de l'Ecce Homo et de la Vierge douloureuse. À leur droite, saint Matthieu, saint Jean, saint Pierre et saint François et à gauche, saint Antoine de Padoue, saint Paul, saint Marc et saint Luc. Ainsi, la position centrale de Jésus et Marie et complétée et mise en valeur de chaque côté par deux saints de l'Ordre franciscain, François et Antoine de Padoue, puis par les apôtres, Pierre et Paul, et aux extrémités, de chaque côté, deux par deux, par les quatre Évangélistes.

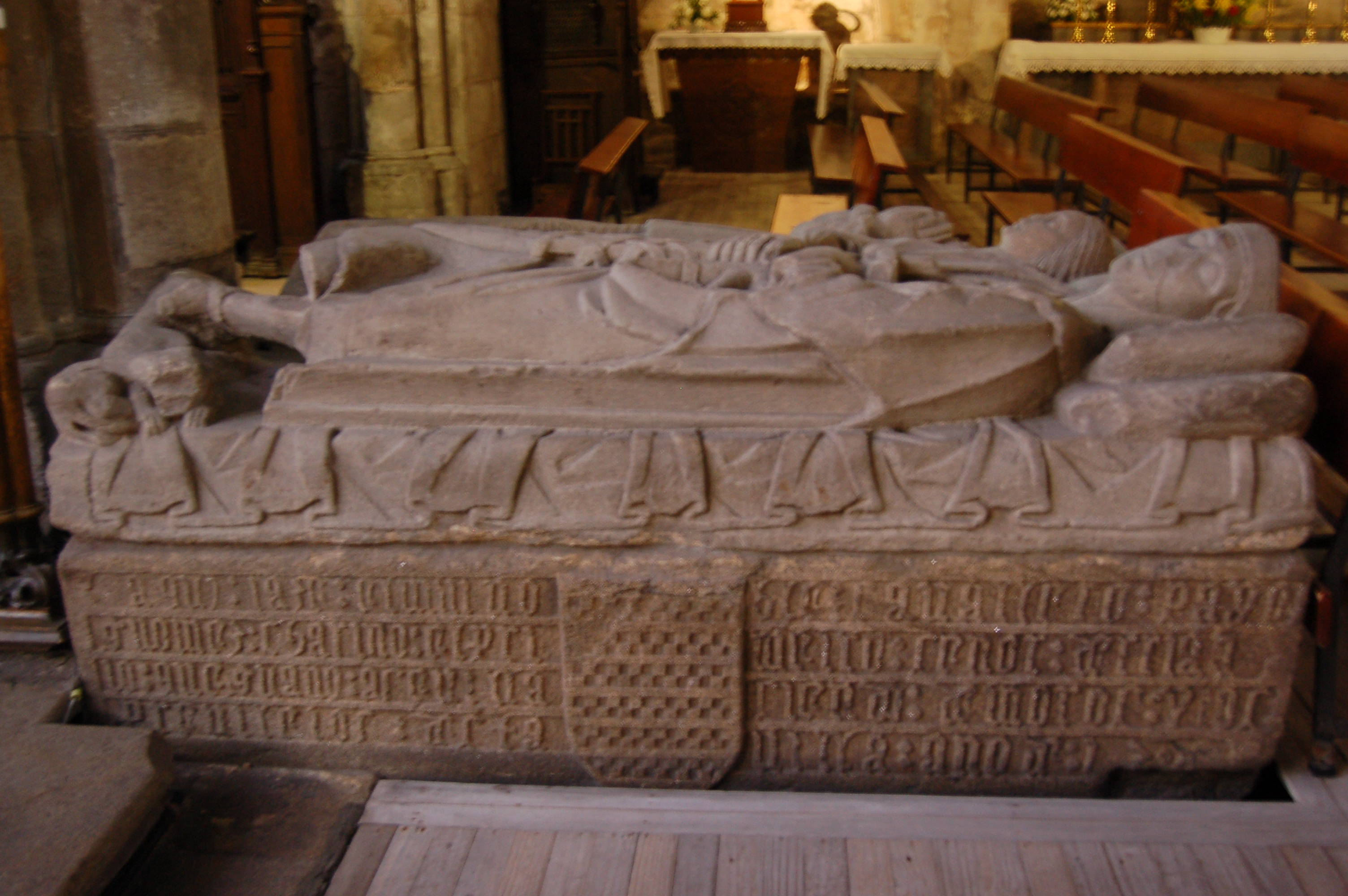
Sarcophage de Paio Gomez Charino

### Le couvent
Le couvent a été reconstruit au XVIIIe siècle dans le style baroque. La construction a été achevée en 1800. Lorsque les remparts de Pontevedra ont été démolis, la Porte Saint-Dominique ou Porte de la Ville a été intégrée à sa façade, à l'entrée principale.
Il s'agit d'un bâtiment sobre de grandes dimensions avec trois étages et un socle en pierre. Les portes et fenêtres à linteaux sont simples. Au-dessus de la fenêtre centrale du balcon de la façade, sur un petit fronton, se trouve un blason en pierre de Pontevedra.
Le couvent a un plan rectangulaire et comporte un cloître sur le côté sud-est et deux cours de tailles différentes sur le côté nord-ouest. L'extérieur présente de nombreuses fenêtres allongées et symétriques, avec des balcons sur la façade principale et un grand balcon au-dessus de la porte d'entrée. L'accès à l'église se fait par une porte située dans l'aile gauche du transept. Le bâtiment mesure 100 mètres de long sur 30 mètres de large et 24 mètres de haut.
Le cloître a un plan carré et un transept central. Il est beaucoup plus sobre que le cloître gothique qu'il a remplacé au XVIIIe siècle, mais il présente quelques décorations de plaques. Sur le côté gauche de l'église du couvent se trouvent les portes qui relient l'église au cloître, lequel communique avec les quartiers du couvent franciscain.
L'intérieur du couvent baroque a été conçu avec trois salles nobles dédiées au réfectoire, à l'espace de prière et à l'espace de réunion des moines.

## Culture
Le couvent est actuellement occupé par quatre frères franciscains. Dans ce couvent se trouve le resto du cœur Saint-François, qui du lundi au samedi nourrit un bon nombre de personnes dans le besoin.
L'église a été choisie il y a des siècles comme lieu de sépulture par certaines des principales familles nobles de Pontevedra, comme les familles Sarmiento et Mariño de Lobeira.

## Galerie

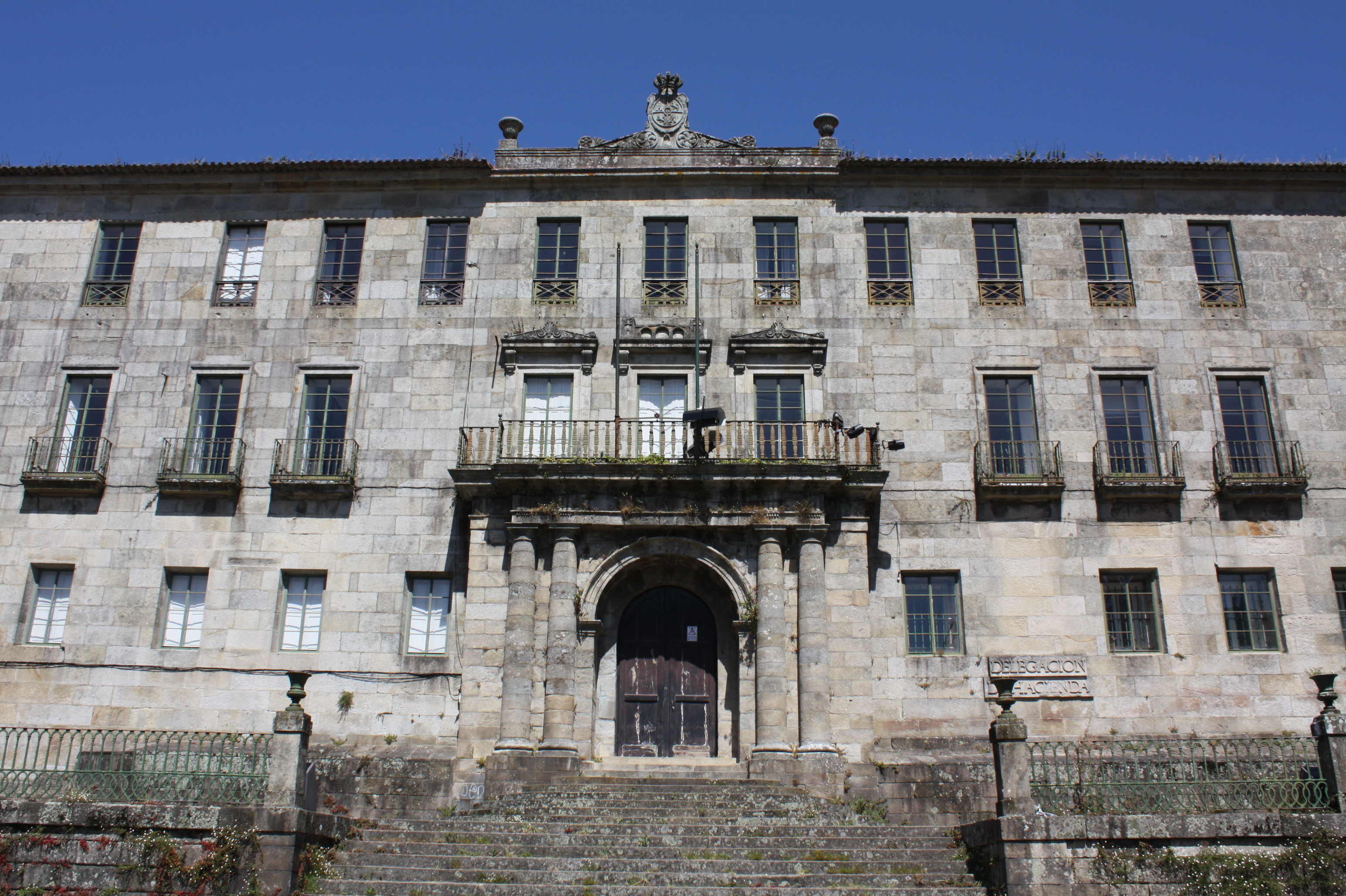
Façade du couvent
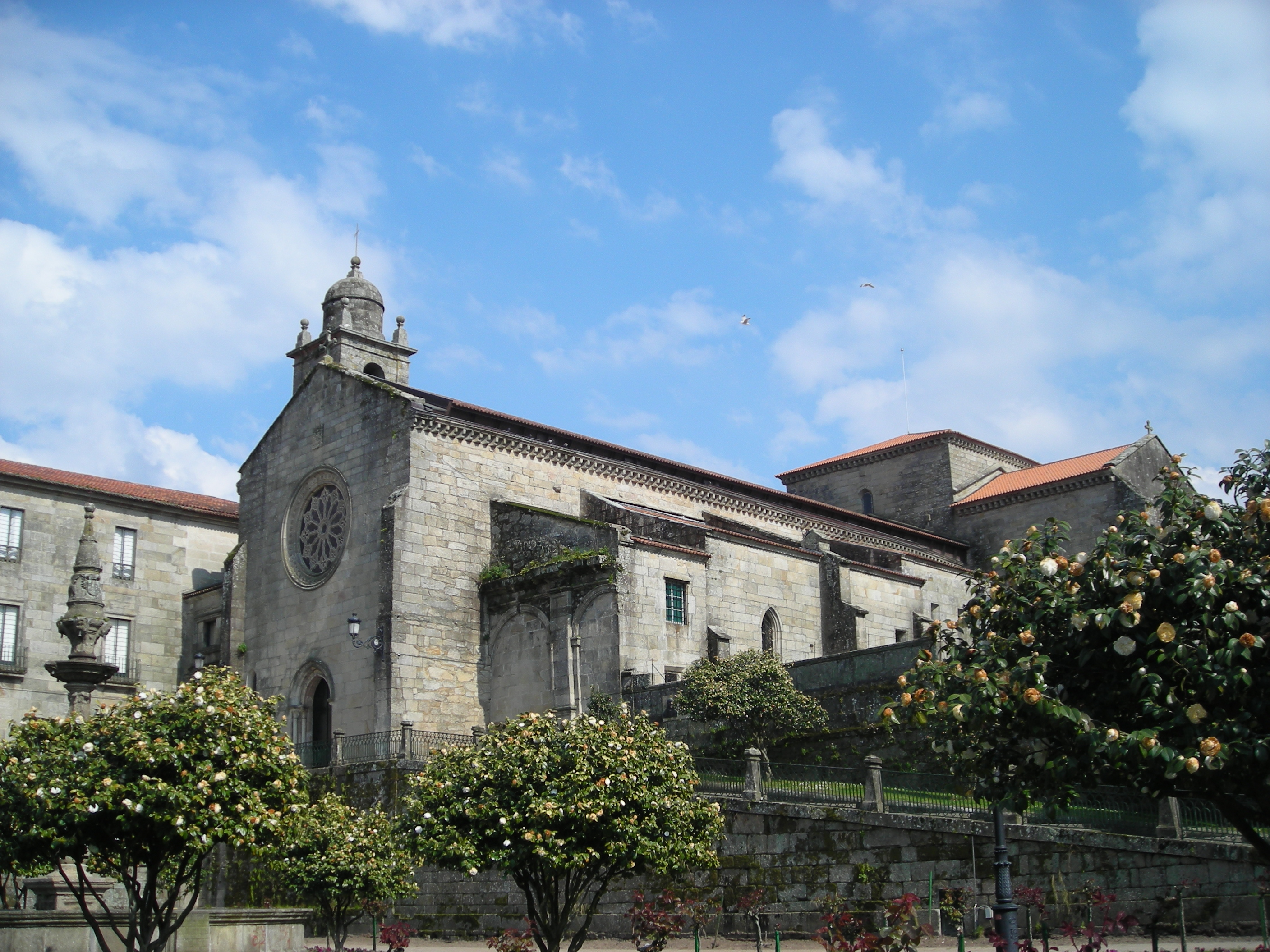
Façade gothique de l'église appartenant au couvent
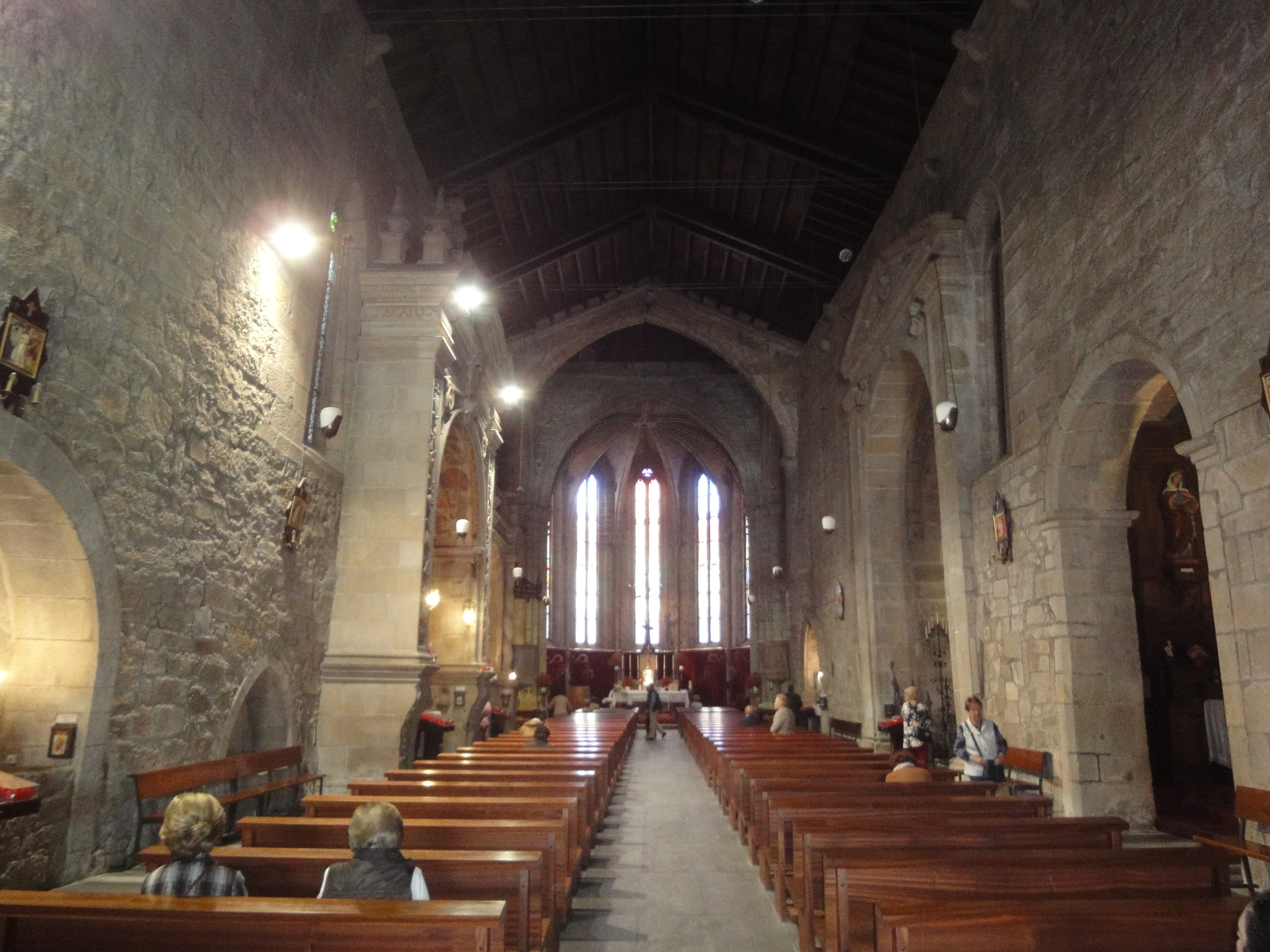
Nef centrale de l'église
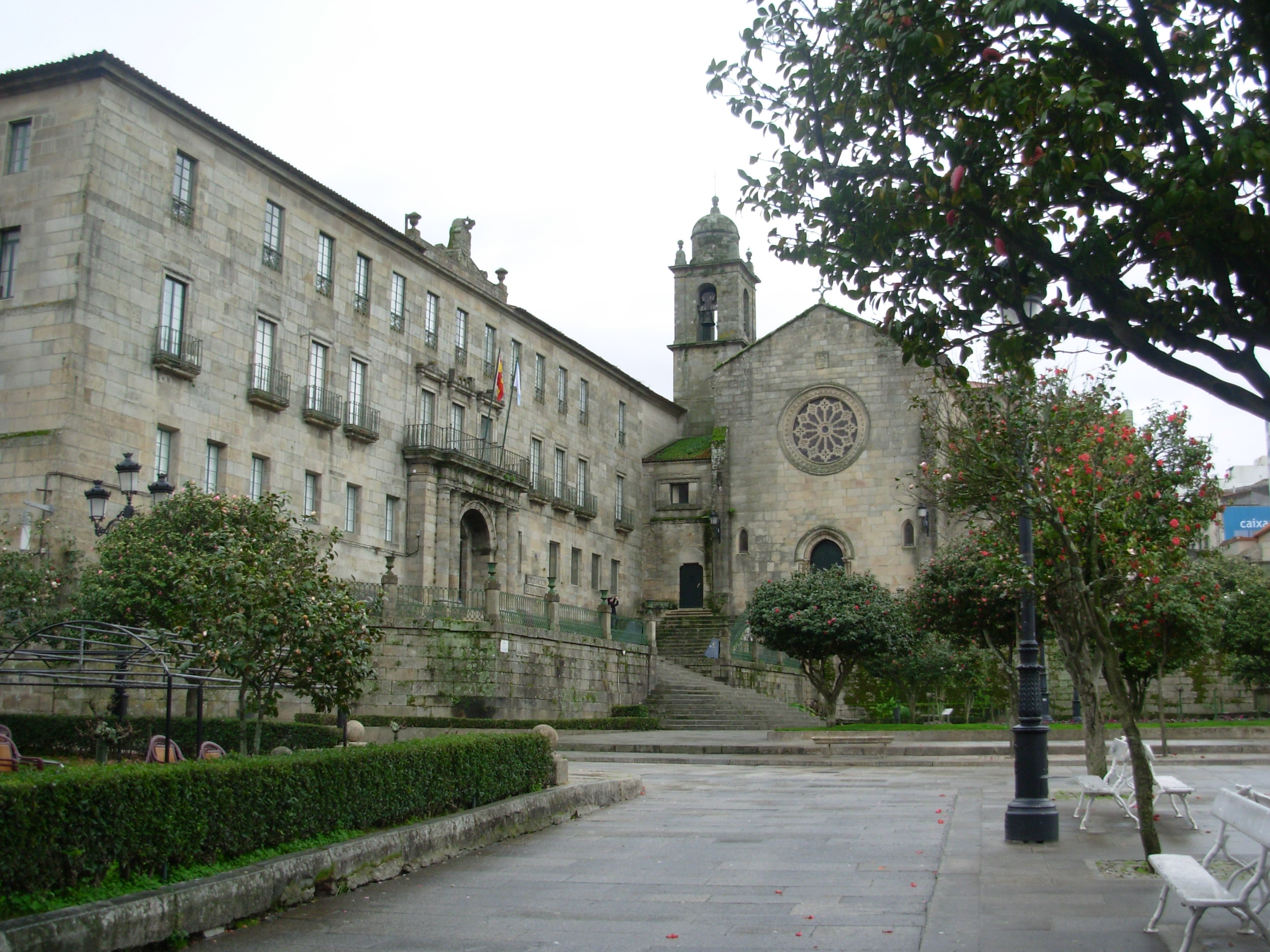
Couvent
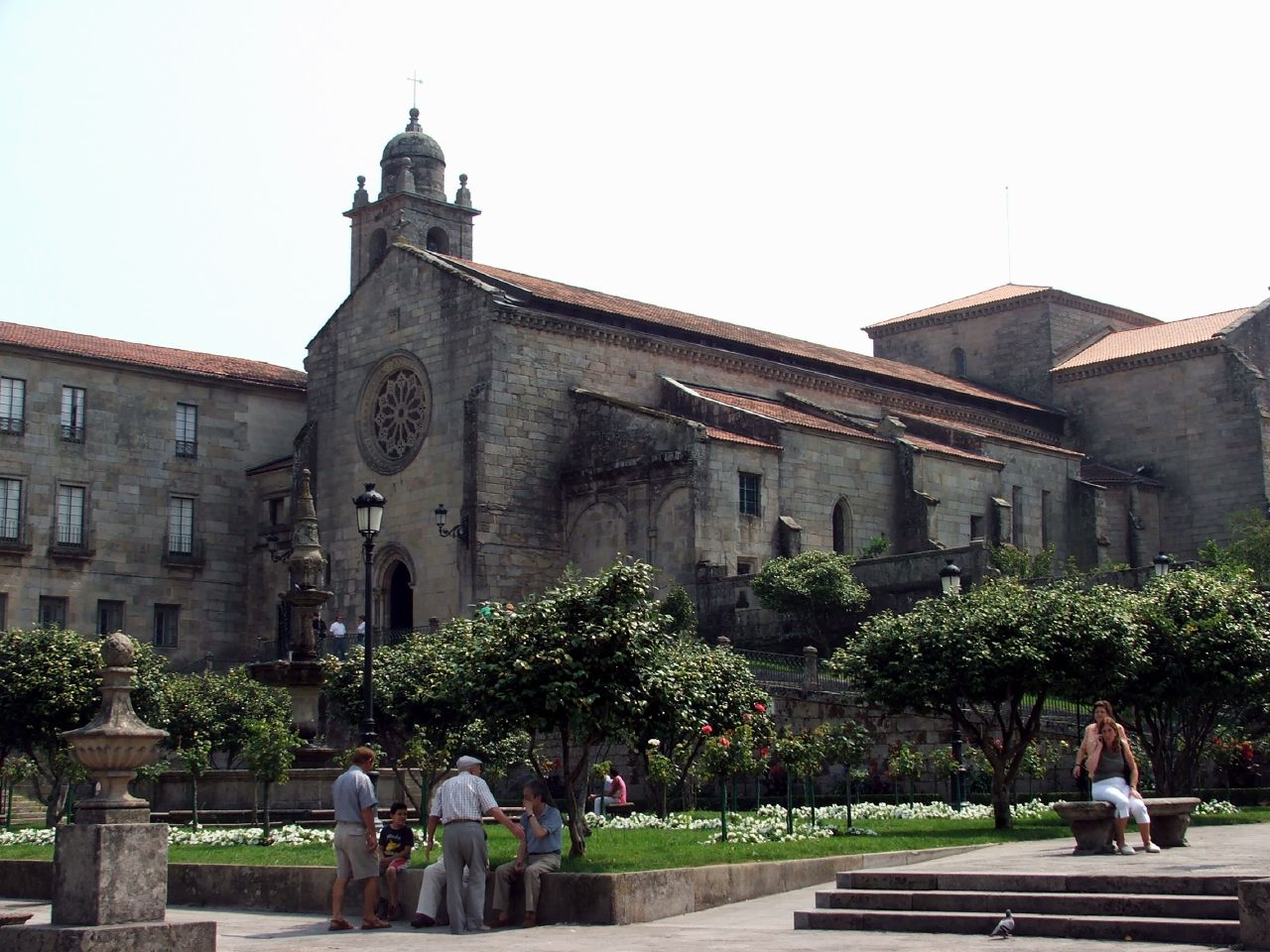
Église
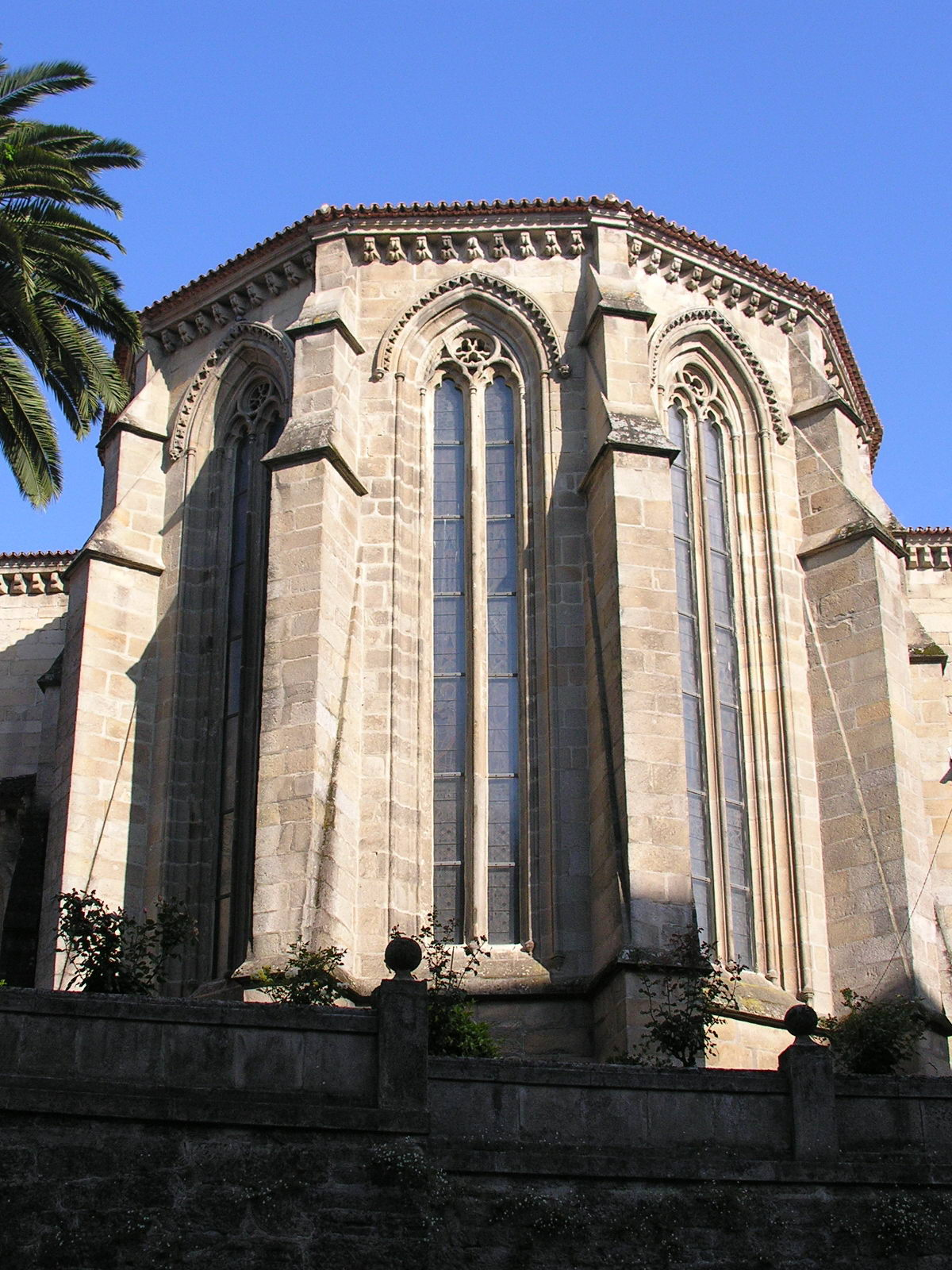
Chevet de l'église
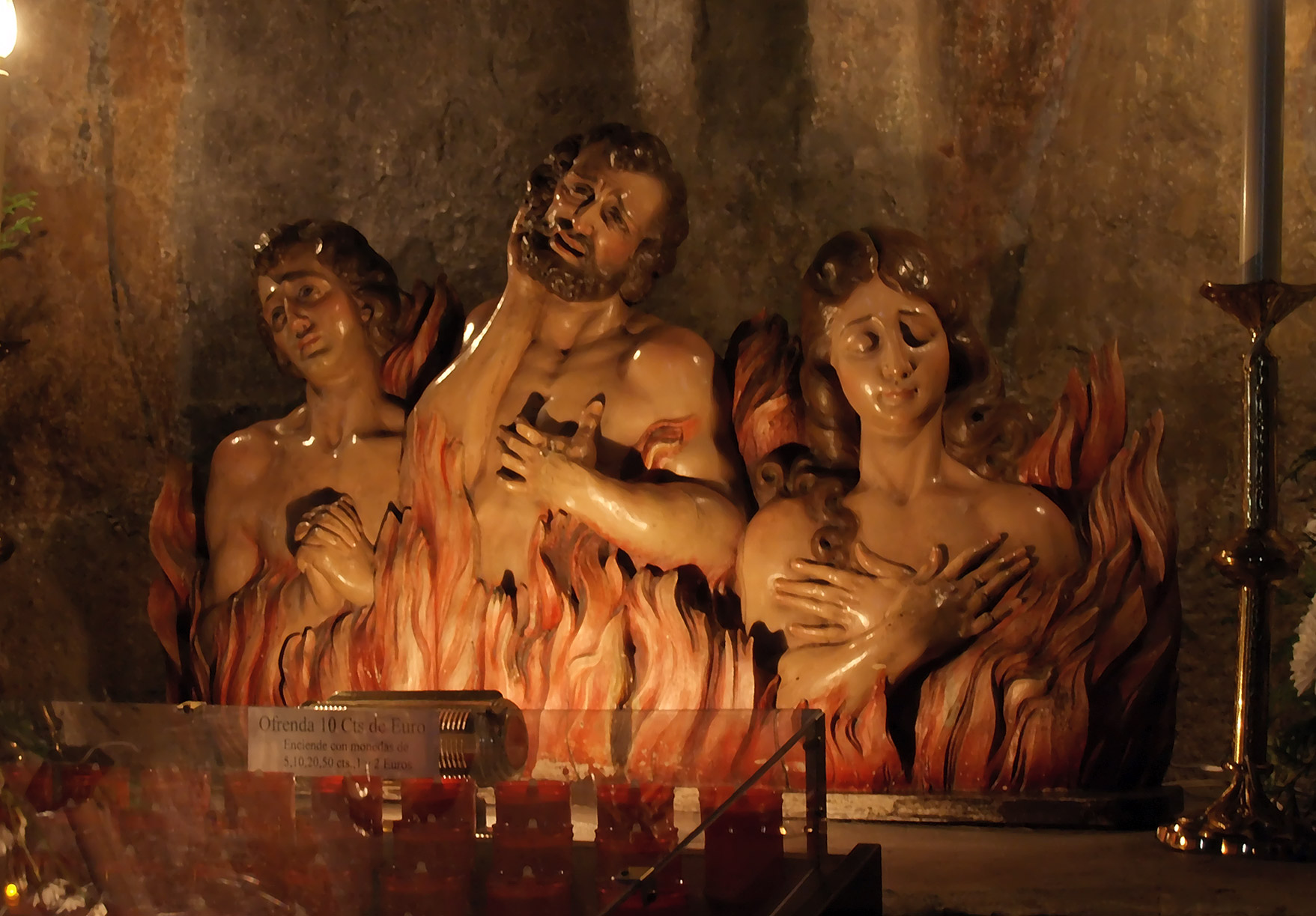
Âmes du Purgatoire
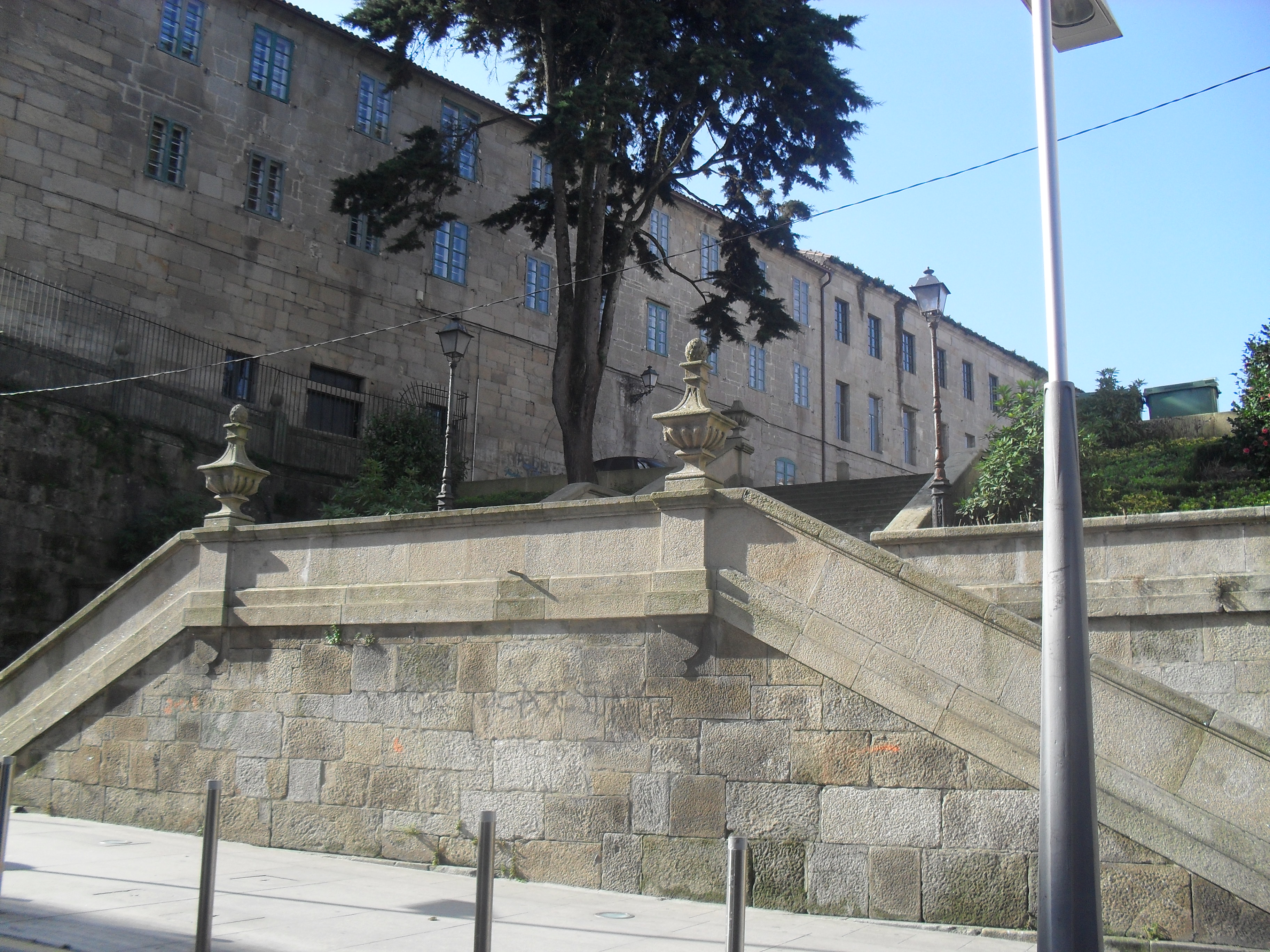
L'arrière du couvent
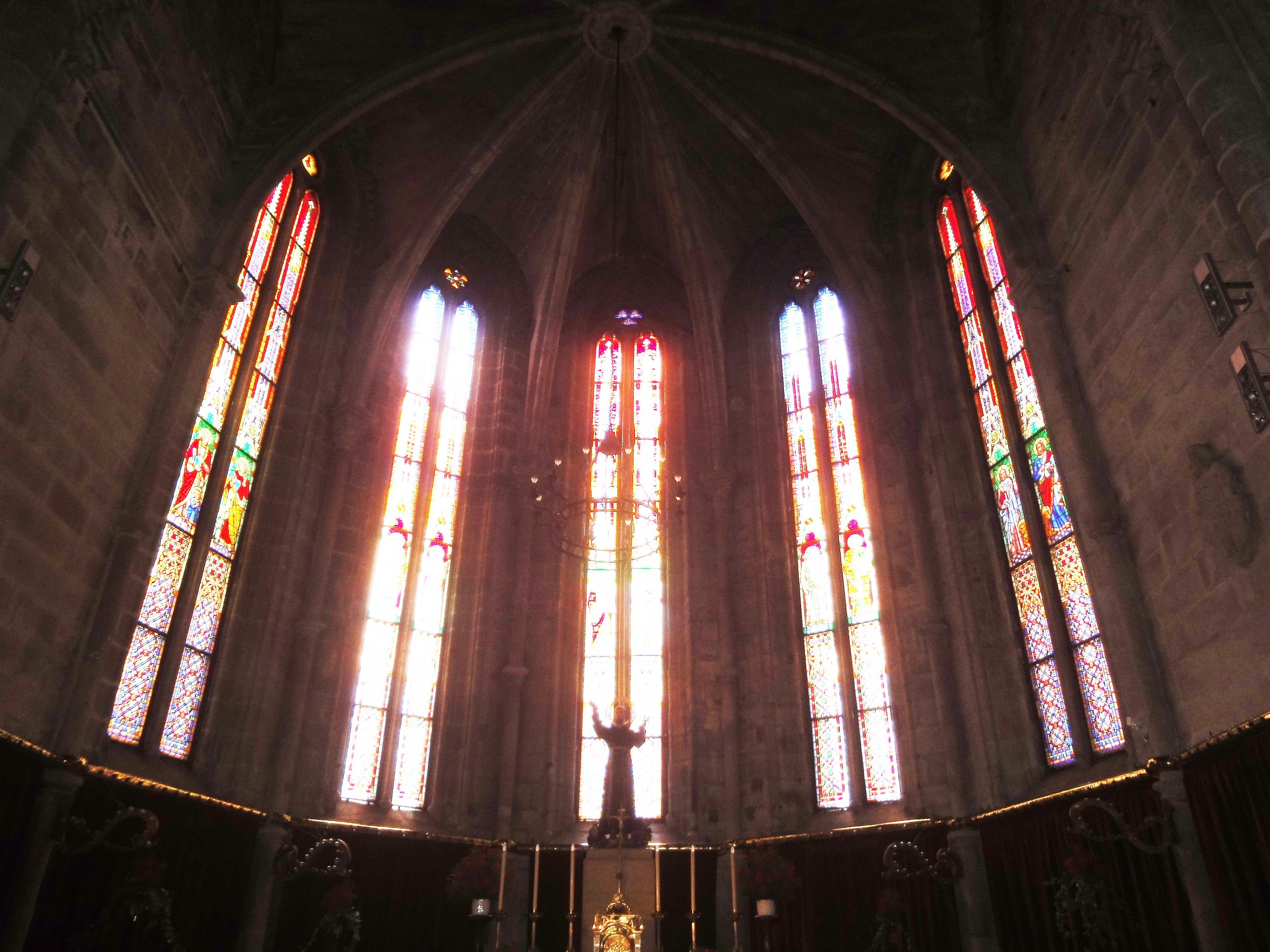
Vitraux du maître-autel

## Voir également